# Nerocila acuminata
Nerocila acuminata là một loài chân đều trong họ Cymothoidae. Loài này được Schiödte & Meinert miêu tả khoa học năm 1881.